# Skarinou
Skarinou (griego: Σκαρίνου, turco: Iskarinu) es una aldea del distrito de Lárnaca, Chipre, ubicada a 4 km al oeste de Kofinou, inmediatamente al norte de la autopista Nicosia - Limassol.
Se encuentra construido en las laderas de unas las colinas con la iglesia "Panagia i Odigitria" (la Virgen María Guía) como edificio dominante. Sus casas están hechas de piedra local y conservan, en gran medida, una arquitectura tradicional.

## Historia
Según la tradición, el pueblo recibió su nombre durante la época medieval. En los mapas antiguos aparece marcado como Scharino pero también como S. Harino, la letra S significa "Santo". No hay certeza de cuál es el nombre del santo (quizás Caritón), ya que es un nombre mal citado durante la época de la dominación franca. Es posible que el nombre original del pueblo hiciera referencia a un santo durante la época bizantina como ser San Caritón. Según otro punto de vista, el nombre del pueblo tiene su origen en el nombre o en una característica del primer colono, que supone que se llamaba Skarinos (que significa pastor que llevaba su rebaño a pastar durante la noche). Ambas posibilidades señalan que la aldea probablemente fue fundado antes de la época de la dominación franca y durante la época bizantina.

## Población
De acuerdo al censo de población de 1881, primer censo de la isla, la población de Skarinou era de 227 personas. Según el del año 1946, había ascendido a 411 de los cuales 408 eran cristianos ortodoxos griegos. En 1960, año de la independencia de Chipre, su población era de 298 personas de las cuales, casi en su totalidad (296) eran de la comunidad griega.
De acuerdo al último censo poblacional de Chipre, correspondiente al año 2021, su población es de 413 personas.

## Lugares de interés

### Capilla de Agios Georgios
La capilla se encuentra construida entre las casas de la localidad. Es una capilla pequeña y sencilla que solía ser una escuela de niñas hasta 1950.
La escuela se trasladó a otro edificio y en ese momento se demolió la antigua iglesia de la aldea por lo que todo el equipamiento eclesiástico se trasladó a la capilla de Agios Georgios que estaba vacía.
Se cuenta con antecedentes de la capilla de 1785 cuando se reporta evaluaciones realizados por los consejos eclesiásticos sobre la situación económica de la iglesia.
El icono que está dedicado al santo, fue realizado en el siglo XIX y está colocado en un iconostasio especial.

### Capilla del Apóstol Lucas
La capilla del Apóstol Lucas está situada en el lado sur de la aldea, en un pequeño valle. La capilla está hecha de piedras extraídas de la zona. Es muy pequeña y sencilla y tiene un tejado de tejas. El campanario es de madera y muy sencillo. El iconostasio antiguo estaba en ruinas y hace poco se hizo uno nuevo.
El salterio y los asientos también son de fabricación reciente. En la pared sur de la capilla se puede ver una representación del Apóstol Lucas.

### Panagia Odigitria
Es la iglesia central de la aldea. Su construcción comenzó por los habitantes en 1950 y se terminó en 1953. Solía haber otra iglesia que fue demolida.
La iglesia tiene una sola nave con cúpula. Su capacidad es de 400 a 450 personas. El iconostasio está tallado y hecho de madera de nogal, construido por un artesano de Limassol. Éste hizo un iconostasio, un trono despótico y un altar de madera de nogal.
En 1985, algunas pinturas murales comenzaron a decorar la iglesia. El ábside está decorado con pinturas murales de Platitera. El ábside central representa al Pantokrator, San Dimitrios y San Fanourios. En el lado sur de la iglesia hay una pintura mural del apóstol Andrés y en el lado oeste hay una pintura mural de los arcángeles Gabriel y Miguel. Los salterios de la iglesia son de madera, de reciente fabricación y están tallados. También hay dos campanarios: uno en el lado norte de la iglesia y otro en el lado sur.
La galería es grande, anfiteatro con escaleras interiores.
El icono dedicado a la Virgen María es antiguo. Fue casi destruido por un virus en la madera. Fue salvado por un hagiógrafo.